# سیلی
سیلی ضربه‌ای است که با دست به صورت کسی زده شود. اثرات زدن سیلی قرمزی پوست و احساس درد است. اغلب زدن سیلی برای بروز خشم است و زدن سیلی‌های محکم ممکن است اثری از انگشتان انسان روی صورت شخص ایجاد کند. سیلی آرام‌ترین و ملایم‌ترین خشونت و نوع کتک زدن است. سیلی‌های خیلی محکم ممکن است موجب کبودی صورت، خونریزی صورت و پاره شدن پردهٔ گوش شود.
نوع دیگری از سیلی هم وجود دارد که با پشت دست به صورت کسی می‌زنند که به آن کشیده یا تو دهنی می‌گویند. در این نوع سیلی بیشتر دندان‌ها آسیب می‌بینند و شدت این نوع سیلی بسیار شدیدتر از سیلی معمولی است.
یکی از معروف‌ترین سیلی‌های ایرانی در فیلم سگ‌کشی به تصویر کشیده شده است؛ جایی که گلرخ کمالی، شخصیت اصلی فیلم چند سیلی شدید از مردی خشن می‌خورد تا جایی که جای انگشتان کبود شدهٔ مرد روی صورت گلرخ نقش می‌بندد و دهان و بینی او پر از خون می‌شود.